# المزمور 23 (لوست)
هذه الصفحة حول حلقة من مسلسل لوست, لمقطع الكتاب المقدس المعروف إنظر المزمور 23
"المزمور 23" هي الحلقة العاشرة من الموسم الثاني من مسلسل لوست، والحلقة الخامسة والثلاثين بشكل عام. الحلقة أخرجها مات إيرل بيسلي وكتبها كل من كارلتون كيس ودامون ليندلوف. تم بث الحلقة لأول مرة في 11 يناير 2006 على قناة ABC، وشاهدها ما يقارب 20.56 مليون مشاهد أمريكي. تتمحور الحلقة حول شخصية مستر إيكو (أديوالي أكينوي-أغباجي)، الذي يتبين في الفلاشباك أنه قائد عصابة سابق في نيجيريا، وفي أحداث الوقت الحاضر يذهب مع تشارلي بيس (دومينيك موناغان) إلى الطائرة النيجيرية التي تحطمت على الجزيرة.
تناولت الحلقة موضوعاً عاماً وهو الخلاص [من الذنوب]، وقد تمت كتابتها مستوحاة من حلقة "مدد غيبي"، التي كانت الحلقة التي تم فيها تقديم الطائرة النيجيرية لأول مرة. كانت تقييمات "المزمور 23" إيجابية، حيث أشادت بالفلاشباك وأداء أكينوي-أغباجي في دور إيكو. تم ترشيح نص الحلقة لاحقاً لجائزة إيمي.

## ملخص الحلقة

### الفلاشباك
يصل رجال حرب عصابات نيجيريون إلى قرية صغيرة، ويختطفون صبياً صغيراً يُدعى ييمي ويحاولون إجباره على إطلاق النار على رجل عجوز. يتردد الصبي فيأخذ أخوه الأكبر، إيكو، السلاح ويطلق النار على الرجل بنفسه، وبالتالي ينقذ أخيه الصغير من فعل ذلك. يسعد رجال العصابات بذلك، ويجبرونه على الانضمام إليهم، أثناء ذلك، ينزعون صليبه المسيحي من رقبته، فيأخذه ييمي.
بعد سنوات، يُصبح إيكو زعيم عصابة قوي. يلتقي بتاجر مخدرات مغربي يحاول إخراج الهيروين من البلاد. يعرض إيكو أن يقدم له "خدمة" من خلال شرائه للمخدرات بسعر منخفض وإخراجها خارج البلاد. يوافق تاجر المخدرات على ذلك، لكنه يقتله بعد أن قال إنه يعتقد أن إيكو "لا يملك روح". لاحقاً، يزور إيكو كنيسة في مسقط رأسه، حيث أصبح ييمي قساً فيها. يطلب منه تأمين طائرة، لأنه يُسمح فقط لطائرات الإغاثة والتبشير التابعة للأمم المتحدة بالسفر خارج نيجيريا، قائلاً إنه سينقل المخدرات بعيداً عن النيجيريين وسيأمن لشقيقه المال من أجل شراء لقاح شلل الأطفال، ومع ذلك يرفض ييمي المساعدة. لاحقاً، يواجه إيكو أخيه مرة أخرى، ويطلب منه ببساطة التوقيع على الأوراق الكهنوتية التي يمكنها أن تجعل إيكو واثنين من زملائه قسوس حتى يتمكنوا من ترتيب الرحلة بأنفسهم. يرفض شقيقه مرة أخرى، لكنه يوقّع بالإكراه بعد أن قال إيكو إن صديقيه سيحرقان الكنيسة بالكامل إذا لم يتعاون معهم ييمي. يشتري إيكو أيضاً تماثيل لمريم العذراء لتهريب الهيروين بداخلها.
يقوم إيكو واثنان من زملائه، الذين يرتدون زي القسوس، بتحميل التماثيل المملوءة بالمخدرات على متن طائرة من طراز بيتشكرافت. بعد لحظات، يقود ييمي سيارته نحوهم ويتوسل لإيكو من أجل عدم المغادرة. يصل الجيش النيجيري بعد ذلك بوقت قصير، مما أسفر عن اشتباكات أدت إلى مقتل أحد أتباع إيكو وإطلاق النار على ييمي. يقوم إيكو بتحميل شقيقه المتصاوب على متن الطائرة، لكن الطيار، الذي لديه سن ذهبية، يمنع إيكو من الصعود ويطير بعيداً. ثم يقترب العسكريون ويظنون أن إيكو قس حقيقي، ويسألون إيكو: "هل أنت بخير يا أبانا؟"

### على الجزيرة
تُعرف كلير ليتلتون (إميلي دي رافين) نفسها إلى إيكو وتراه ينحت نصوص من الكتاب المقدس على رأس عصاه. وتقول له إنه يجب أن يتحدث إلى تشارلي بخصوص الدين، لأنه يمتلك تمثال لمريم العذراء. يتفاجأ إيكو بوجود التمثال في الجزيرة ويطالب برؤيته. تخبره كلير أنه "مجرد تمثال"، لكنه يكسر التمثال ويظهر لكلير الهيروين بداخله. ينفي تشارلي معرفته بما يحتويه التمثال، لكن كلير تشك في ذلك. يطلب إيكو من تشارلي أن يأخذه إلى المكان الذي وجد فيه التمثال. يأخذه تشارلي إلى شجرة ويدعي أنه وجد التمثال تحت الشجرة. ينزعج إيكو ويطلب من تشارلي أن يأخذه "إلى الطائرة".
في هذه الأثناء، يُعلّم لوك (تيري أوكوين) مايكل (هارولد بيريناو) كيفية استخدام السلاح الناري. بعد ذلك، يسأل مايكل كيت أوستن (إيفانجلين ليلي) إذا كان بإمكانه أخذ مناوبتها على الكمبيوتر، وتوافق. يحاول مايكل كتابة رسالة إلى والت عبر الكمبيوتر، لكن الكمبيوتر لا يقبل أي إدخال. ثم تأتي رسالة من تلقاء نفسها، محتواها "أبي؟"، ثم يسأل عما إذا كان مايكل بمفرده، ويقول بالنهاية أن مايكل يجب أن يأتي من أجله. يقول الشخص الموجود على الكمبيوتر "إنهم عائدون"، ولكن قبل أن يتمكن من قول المزيد، يأتي جاك (ماثيو فوكس). يتحدث جاك إلى مايكل مطمئناً إياه إن الجميع مهتم بأمر والت، وسيذهبون لإعادته بأسرع وقت ممكن. عندما يسير جاك خلف مايكل وهو في طريقه للخروج، تختفي المحادثة من الشاشة.
يأخذ تشارلي إيكو أبعد إلى الغابة، ويشكو من أن إيكو دمر علاقته مع كلير، ويقول أنه لا ينبغي لإيكو أن يلومه لأن شقيقه هو الذي جعله يدمن المخدرات. يعثر إيكو وتشارلي على مظلة هبوط فوق شجرة، تؤدي بهم إلى جثة الرجل النيجيري الذي يرتدي زي القس الذي عثر عليه بون ولوك في وقت سابق.
يفتح إيكو قميص الرجل، ويجد أن الرجل الميت لم يكن يرتدي صليباً وأن لديه سن ذهبي واحد. يُصلي إيكو عندما يدرك أنه ليس أخيه، ويخبر تشارلي أن هذا الرجل أنقذ حياته.
يُضل تشارلي طريقه، فيطلب منه مستر إيكو أن يتسلق على شجرة ويلتزم تشارلي بالإكراه. أثناء وجوده فوق الشجرة، تحدث انفجارات في الغابة ويصل الدخان الأسود الذي رآه جاك ولوك وكيت ذات مرة. يقف مستر إيكو مكانه و يقترب منه الدخان الأسود. يحدق إيكو في الدخان بلا خوف لبضع لحظات، وبينما تمر الكاميرا عبر السحابة، هناك ضجيج ثرثرة و صور داكنة تومض داخل السحابة، صور من ماضي إيكو: الرجل الذي أطلق عليه النار، وأمه، وأخيه، والكنيسة، والصليب. بعد ذلك يتراجع الدخان الأسود ويختفي.
يعثر إيكو وتشارلي أخيراً على الطائرة، حيث وجد إيكو بداخلها جثة أخرى تعرّف عليها على أنها لـ ييمي. بعد أن أخذ الصليب من جسد ييمي، أخبر إيكو تشارلي أنه شقيقه، وأعطى تشارلي تمثالاً لمريم العذراء بدل الذي كسره وأشعل النار في الطائرة. يسأل تشارلي إيكو إذا كان هو نفسه قساً، يضع إيكو الصليب حول رقبته ويجيب "نعم، أنا كذلك". ثم يتلو الاثنان المزمور 23 من العهد القديم بينما تشتعل الطائرة بالنيران.
في مخيم الشاطئ، يعيش العديد من الناجين حياتهم على الجزيرة. كيت تقص شعر سوير (جوش هولواي)، ويُعرف جين (دانيال داي كيم) صن (ينجين كيم) على آنا لوسيا (ميشيل رودريغز) ويهديها سمكة. يساعد هيرلي (خورخي غارسيا) ليبي (سينثيا واتروس) في إنشاء ملجأ، وكلاهما ينظران إلى بعضهما البعض بغزل.  أخيراً، يعتذر تشارلي لكلير، لكن كلير تطلب منه أن يتركها وآرون بمفردهما. ثم يذهب تشارلي إلى الغابة ويفتح مخبأً ليكشف أن لديه سبعة تماثيل إضافية لمريم العذراء مملوءة بالمخدرات. ويضع القطعة التي أعطاها له مستر إيكو مع السبعة الآخرين.

## الإنتاج

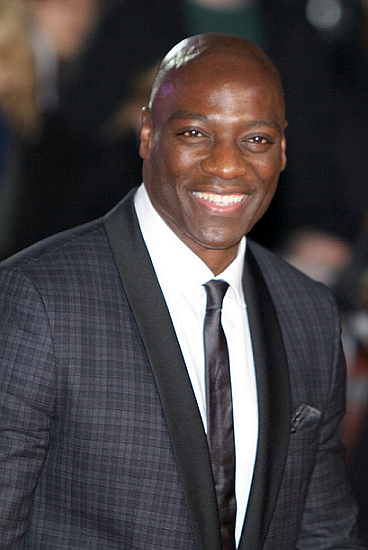
أديوالي أكينوي أقباجي يلعب دور مستر إيكو، الشخصية المركزية في هذه الحلقة.

أثناء إنتاج حلقة "مدد غيبي"، التي قدمت الطائرة النيجيرية، وجثة ترتدي زي قس وتحمل مسدساً، وتماثيل مريم العذراء المليئة بالهيروين، قرر كتّاب لوست أن قصة البيتشكرافت ستتزامن مع إحدى قصص الفلاشباك لأحد الشخصيات. قرروا استخدام إحدى قصص شخصيات القسم الخلفي التي سيتم تقديمها في الموسم الثاني، على أنها "في الأساس رجل سيء أُجبر على التنكر في هيئة قس، وكيف سيحدث ذلك، وهل يمكنه الآن تقديم نفسه على أنه قس". نظراً لأن كل من إيكو ولوك هما قائدين روحيين في الجزيرة - حيث لوك يتبنى "تقديراً وثنياً شعائرياً" لقوى الجزيرة بينما يجسد إيكو "إيماناً دينياً خالصاً" - اختار الكاتبان كارلتون كيس ودامون ليندلوف رسم أوجه تشابه في هذه الحلقة مع  "مدد غيبي"، الحلقة التي يعثر فيها لوك وبون على البيتشكرافت. أكبر تشابه هو أن تشارلي أصبح "مساعداً" لإيكو عن غير قصد، تماماً كما كان بون من أتباع لوك في رحلتهم الاستكشافية إلى الطائرة.
كان الموضوع الرئيسي لـ "المزمور 23" هو الخلاص، وهو ما يسعى إليه كل من إيكو وتشارلي، يحصل إيكو عليه أخيراً عندما عثر على أخيه. تم اختيار تشارلي ليكون مرافق إيكو لأن الشخصية لم يكن لديها الكثير من الوقت على الشاشة حتى تلك اللحظة من الموسم، ووجد الكتّاب أوجه تشابه بين تشارلي وإيكو، مثل وجود علاقات صعبة مع إخوانهما. كتب الكتّاب عن طريق الخطأ نص المزمور 23 بشكل خاطئ، حيث كتبوا "ظل وادي الموت" بدلاً من "وادي ظل الموت"، لكنهم قرروا الاحتفاظ بالخطأ، وشعروا أنه مناسب لأن إيكو لم يكن قساً حقيقياً على الإطلاق.
كانت الفلاشباك تهدف إلى إظهار أن إيكو كان عكس أخيه المتدين، ولكن انتهى به الأمر في النهاية إلى أن يكون مشابهاً لييمي. وصف المخرج الفني بيل ماثيوز تصوير نيجيريا بأنه "نوع بني مترب وقذر للغاية من المظهر النيجيري"، مع لمسات مثل الباعة في الشارع، وساحة يلعب فيها الأطفال كرة القدم. كان الجزء الداخلي للكنيسة موقعاً فعلياً في هاليوا (مكان في هاواي)، وتم بناء واجهة في موقع التصوير لتتناسب مع ذلك. أثناء التحرير، قرر المنتجون فصل جزء من المشهد الأخير الذي يتضمن تعرض الطائرة للهجوم وإقلاعها، وحيث يظن جندي أن إيكو قس حقيقي، ليتناسب مع إعداد الفلاشباك التالي الخاص بـ إيكو في حلقة "؟"، حيث يكون قس في أستراليا. نظراً لأن فريق التمثيل كان يواجه صعوبة في العثور على ممثل مغربي ليلعب دور تاجر المخدرات، فقد تم اختيار الممون الغذائي مؤمن الحجي لهذا الدور.
نظراً لأن الوحش لم يظهر بعد في الموسم الثاني، قرر المنتجون التوسع في أسطورته في "المزمور 23"، حيث اعتقدوا أن إيكو شخصية جيدة لمواجهة الوحش بسبب روحانيته و"وعيه الذاتي". اقترح مشرف المؤثرات البصرية كيفن بلانك إضافة صور تمثل ماضي إيكو على الدخان، مثل الصليب والرجل الذي يطلق النار عليه في المشهد الافتتاحي.

## الإستقبال
البث الأصلي لـ "المزمور 23" كان في 11 يناير 2006 على قناة ABC، وكان يسبقه عرض كليب بعنوان "لوست: الإلهام". تمت مشاهدة الحلقة من قبل ما يقارب 20.56 مليون مشاهد أمريكي، واحتلت المركز الثالث في تصنيف الجمهور الأسبوعي، بعد تصفيات مؤتمر كرة القدم الأمريكية وربات بيوت يائسات.
كانت تقييمات "المزمور 23" إيجابية في الغالب. أعطى جيف جنسن من انترتينمنت ويكلي الحلقة علامة A، واصفاً إياها بأنها "مثل غريب رائع عن الخلاص والقدر". اعتبر ماك سلوكوم من موقع Filmfodder.com الحلقة على أنها "عودة جديرة بالاهتمام بعد انقطاع دام شهرين"، قائلاً إن "مظهر إيكو البسيط وعباراته البسيطة تضرب الشاشة بالجاذبية والكاريزما". اعتبر رايان ماكجي من Zap2it أن أبرز أحداث الحلقة هي المشهد مع الوحش والفلاشباك، والتي في رأيه "قام بعمل رائع في تجسيد الشخصية بأكملها بإختصار شديد". أعطى كريس كارابوت من IGN الحلقة 8.3 من 10، مشيداً بتطور شخصية إيكو وبالفلاشباك.
تم ترشيح نص حلقة "المزمور 23" للكاتبين "كارلتون كيوز" و"دامون ليندلوف" لجائزة إيمي برايم تايم لأفضل نص لمسلسل درامي. صنفت IGN "المزمور 23" في المرتبة 40 كأفضل حلقات لوست من أصل 115، واصفة الفلاشباك بأنه "واحد من أكثر الفلاشباكات بالمسلسل طموحاً ومليء بالإثارة". صنفت قائمة مماثلة بواسطة لوس أنجلوس تايمز الحلقة في المرتبة 49، واصفة إياها بأنها "فصل أول رائع ولم يحصل للأسف على متابعة جديرة بالاهتمام".

## روابط خارجية
- "المزمور 23" على قناة ABC
- «المزمور 23» على قاعدة بيانات الأفلام على الإنترنت